# Себастьян де Фуенлеаль
Себастьян Рамірес де Фуенлеаль (ісп. Sebastián Ramírez de Fuenleal; бл. 1490 — 22 січня 1547) — церковний й державний діяч Іспанії, голова Другої Аудієнсії (уряду) Нової Іспанії у 1531—1535 роках.

## Життєпис

### Діяльність в Іспанії
Походив зі шляхетської родини. Був сином ідальго де Фуенлеаля. народився у містечку Вільяескуса-де-Аро. 1506 року вступив до університету Вальядоліда. По закінченю його здобув ступінь доктора канонічного права. В цей же час прийняв постриг. 1520 року стає інквізитором Севільї. Водночас брав участь у діяльності королівської канцелярії Гранади.

### Єпископ
У 1527 році стає єпископом на Санто-Домінго (о. Гаїті) та головою королівського суду на острові. Тут намагався пом'якшити становище корінних народів, опікувався створення сільських шкіл. З іншого боку намагався не допустити постання підкорених індіанців. Водночас поліпшив функціонування місцевої скарбниці.
Фуенлеаль схвалив роботу африканських рабів у копальнях Санто0Домінго та навколишніх островів, чим сприяв посиленню постачання «живого товару» до Антильських островів. При цьому намагався домогтися помірних цін на рабів. Перебуваючи на острові виславив у бік Ради Індій побажання отримати посаду у Новій Іспанії (сучасна Мексика).

### На чолі Нової Іспанії
У 1530 році наказом короля Карла I була створено Друга Аудієнсія з управління Новою Іспанією. 1531 року її очолив Себастьян де Фуенлеаль. Останній з членами Аудієнсії надали Нуньо де Гусману, голові Першої Аудієнсії, займатися своїми проєктами, але відправили оідоров назад в Іспанію і почали правити більш стримано по відношенню до індіанців. З приводу цього висловив догану єпископу хуану де Сумарраго, який жорстоко поводився з останнім, наказував знищувати усі сліди ацтекської культури.
Водночас Фуенлеаль погиркався з Ернано Кортесом, тому останній залишив Мехіко й перебрався до Куернаваки. З цього моменту Себастьян де Фуенлеаль став фактичним правителем цієї колонії.
Він намагався з одного боку зміцнити становище іспанців в Новій Іспанії, забезпечити короля доходами окрім добування коштовного каміння, з іншого послабити податковий тягар на корінне населення. За його наказом було зведено дорогу, що з'єднало Мехіко з портом Веракрус, великий акведук, що забезпечив прісною водою Мехіко, почали завозити великими партіями коней і велику рогату худобу, свиней.
Окрім того, на запрошення Фуенлеаля прибули представники ордену францисканців, що повинні були поширювати християнську віру серед індіанців та водночас послаблювати жагу серед них до спротиву й повстань.
З 1532 року вступає у нову суперечку з Сумаррагою і Кортесом. Водночас його наміру ліквідувати енкомьєнду, яка фактично закріпачувала індіанців, викликало спротив конкістадорів. Ця боротьба тривала до 1535 року, коли Фуенлеаль за станом здоров'я вже не міг повною мірою виконувати свої обов'язку. Того ж року він передав владу Антоніо де Мендосі й у 1537 повернувся до Іспанії.

### Останні роки
У 1538 році призначається єпископом м. Туй, у 1539 році — Леона. 1540 року стає головою королівського суду і канцелярії у Вальядоліді, а також членом Ради з питань Індій. 1542 року брав участь у складані законодавства, що регулювала становище корінних народів американських колоній Іспанії — так званні «Нові закони». Того ж року стає єпископом Куенки. тут започаткував зведення монастиря Санта-Крус. Помер у 1547 році, поховано у цьому монастирі.

## Історія
Активно цікавився історією та культурою народів Месоамерики. Фуенлеаль спонукав ченців до складання хронік щодо опису життя індіанців в доколоніальний період. Він сам збирав такі відомості. Як джерело цікавим є лист королю Карлу I, що датується 3 листопада 1532 року. В ньому, описуючи монарху доіспанську адміністративно-територіальну систему, багато елементів якої в той період ще продовжували існувати в колишньому вигляді, Фуенлеаль досить докладно говорить про форми землеволодіння і розподілу земель, яке було здійснено ацтеками до приходу іспанців.